# Skeldal
Het Skeldal is een dal in het Nationaal park Noordoost-Groenland in het oosten van Groenland. Het dal ligt in het Scoresbyland. Het Skeldal vormt de grens tussen het Jamesonland in het oosten en de Stauningalpen in het westen.
Het zuidelijke deel van het dal loopt in noord-zuid-richting, het noordelijke deel gaat in noordoostelijke richting. In het noordwesten komt het dal uit op de Koning Oscarfjord. In het dal ligt een gletsjerrivier die van meerdere gletsjers het smeltwater afvoert. Gletsjers die in het dal uitkomen zijn onder andere de Bersærkergletsjer, de Skelgletsjer en de Kishmulgletsjer.
Het dal heeft een lengte van ruim 25 kilometer.